# 渝州
渝州是隋朝时设置的州。
开皇元年（581年）改楚州置，治所在巴县（今重庆市）。“因渝水为名”（《元和郡县志》）。辖境相当今重庆市江北、涪陵、长寿、巴南区及璧山、永川、江津、南川、武隆等市县地。大业初年，改为巴郡。唐朝武德元年（618年）复为渝州，并分置涪州，辖境缩小。仅有今重庆市江北巴南区和江津、璧山、永川等市县地。天宝初改为南平郡，乾元初复为渝州。北宋时属夔州路。崇宁元年（1102年）改为恭州。
今天重庆市的简称“渝”正是由此而来。
| 州 | 渝州 | 渝州   | 渝州   | 郡 | 巴郡               |
| 郡 | 巴郡 | 七門郡 | 涪陵郡 | 县 | 巴县 江津县 涪陵县 |
| 县 | 巴县 | 江陽县 | 漢平县 | 县 | 巴县 江津县 涪陵县 |

| 唐朝渝州辖县 | 唐朝渝州辖县                             |
| ------------ | ---------------------------------------- |
| 618年        | 巴县、江津县（涪陵县改属涪州）           |
| 620年        | 巴县、江津县（增万春县）                 |
| 622年        | 巴县、江津县、万春县（改为万寿县）       |
| 639年        | 巴县、江津县、万寿县（南平县来属）       |
| 683年        | 巴县、江津县、万寿县、南平县             |
| 757年        | 巴县、江津县、万寿县、南平县（增壁山县） |

唐朝渝州刺史
- 薛敬仁（623年）
- 崔顺（武德、贞观年间）
- 萧龄之（634年）
- 独孤延寿（贞观年间）
- 长孙知仁（显庆年间）
- 萧釴（唐高宗时）
- 高审行（680年）
- 王守真（唐高宗时）
- 刘宪（神龙初年）
- 李邕（719年）
- 段怀本（733年）
- 慕容损（开元年间）
- 颜中和（开元年间）
- 皇甫珣（开元年间）
- 南平郡太守
- 刘卞（759年）
- 王昇（760年）
- 郭英干（764年）
- 严震（768年—769年）
- 杨冕（769年）
- 王口一（大历年间）
- 任超（779年—783年）
- 邵膺（807年）
- 李方古（元和年间）
- 周载（821年）
- 郑某（846年）
- 陈侹（851年）
- 田某（882年）
- 柳玭（892年—893年）
- 牟崇厚（897年）
- 王宗阮（897年）
- 田师偘（900年）
- 王宗本（天复年间）
- 王宗阮（904年）
- 周庠（唐末）